# Więcierza (potok)
Więcierza (też: Więciórka) – potok w Beskidzie Makowskim w polskich Beskidach Zachodnich, lewobrzeżny dopływ Krzczonówki. Długość ok. 6 km.

## Charakterystyka
Źródła Więcierzy znajdują się na wysokości ok. 640 m n.p.m. na północno-zachodnich stokach Balinki w Pasmie Koskowej Góry, jeszcze na terenie należącym do Trzebuni. Źródłowy tok spływa początkowo w kierunku południowo-zachodnim, aż do przyjęcia dopływu z północno-wschodnich stoków Parszywki. Dalej potok płynie już w kierunku południowo-wschodnim przez Więciórkę, a następnie przez Tokarnię. W Tokarni, w rejonie osiedla Dział Niżny, przyjmuje swój największy dopływ, prawostronny Czarny Potok, spływający z południowo-wschodnich stoków Parszywki. Tu też, na tzw. Blechu, na wys. 402,5 m, uchodzi do Krzczonówki.
Tok, poza odcinkiem dolnego biegu w centrum Tokarni, nieuregulowany.